# Искро Косев
Проф. д-р Искро Стефанов Косев е български учен, професор в научните институти по педагогика и по психология към БАН.
Роден е в град Копривщица в будното семейство на свещеник в старата, копривщенска църква „Успение Богородично“ (1817). Животът на Искро Косев е свързан с родният град завинаги. Буден любознателен юноша, той работи още като ученик през летните ваканции. Участва в залесяването около града. Завършва с отличие философия, учи две години и педагогика в Софийския университет. Отново работи в родното си място едно десетилетие като преподавател по психология и история и като директор на гимназията. Още тогава става организитор, като провежда първите си научни изследвания върху съревнованието и мотивацията на учениците. Става научен сътрудник, старши научен сътрудник и професор в БАН.
По инициатива на проф. Косев е оновано Общото копривщенско настоятелство, което стимулира и организира инициативи, в които се включват и гражданите на Копривщица. Организира през май 2014 г. Националния Копривщенски събор „Единение 1876“, придружен с научен форум.

## Издания
- Косев, Искро. Психология и методика на ученическото съревнование.   София, Народна просвета, 1970. с. 81.
- Здрава Иванова, Искро Косев. Личност и професия.   София, БАН, 1976. с. 175.
- Косев, Искро. Психологически проблеми на интелектуализацията.   София, Народна просвета, 1982. с. 175.
- Косев, Искро. Съревнователните мотиви и влиянието им върху работоспособността.   София, Наука и изкуство, 1982. с. 180.
- Косев, Искро. Общ личностен модел за човека – „GPM“ //   1 – 4.   София, Дружество на психолозите в България, 2017. с. 5 – 37. ISSN 0861 – 7813